# Венгры в Чили
Венгры в Чили (исп. Húngaros en Chile, венг. Magyarok Chilében) — этническое меньшинство на территории современной Чили.

## Распространение
В Южной Америке венгры предпочитают селиться в Бразилии или Аргентине, но и Чили также является одним из пунктов венгерской иммиграции. Большинство венгерских иммигрантов прибыло в Чили в первой половине XX века.

## Численность
В Чили проживает 40 000 граждан венгерского происхождения, в основном в крупных городах. Большая часть проживает в Сантьяго. Также венгры живут в таких городах как Пунта-Аренас, Серена и Винья-дель-Мар. Основная религия — христианство (католики или протестанты).